# 60-as évek
- Évszázadok: i. e. 1. század · 1. század · 2. század

Évtizedek: 10-es évek · 20-as évek · 30-as évek · 40-es évek · 50-es évek · 60-as évek · 70-es évek · 80-as évek · 90-es évek · 100-as évek · 110-es évek
Évek: 60 · 61 · 62 · 63 · 64 · 65 · 66 · 67 · 68 · 69

## Események
- 66. július 19. Róma leégése
- Az első keresztényüldözések

## Híres személyek
- Nero római császár (54-68)
- Galba római császár (68-69)
- Otho római császár (69)
- Vitellius római császár (69)
- Vespasianus római császár (69-79)
- Linusz pápa (67?-79?)